# Phare de Torre della Scuola
Le phare de Torre della Scuola (en italien : Faro di Torre della Scuola) est un feu actif situé sur Torre Scuola à la pointe nord-est de l'île de Palmaria faisant partie du territoire de la commune de Porto Venere (province de La Spezia), dans la région de Ligurie en Italie. Il est géré par la Marina Militare.

## Histoire
Une lumière a été installée sur un mât métallique au sommet de Torre della Scuola, une forteresse pentagonale en pierre et en ruine. Ce feu est localisé dans l'entrée du port de La Spezia, à environ 300 m de l'île de Palmaria. Il est entièrement automatisé et alimenté par des panneaux photovoltaïques.

## Description
Le phare  est une tour métallique de 2 m de haut, avec balise. Il émet, à une hauteur focale de 16 m, deux éclats blancs d'une seconde toutes les 6 secondes. Sa portée est de 10 milles nautiques (environ 19 km).
Identifiant : ARLHS : ITA-... ; EF-1716 - Amirauté : E1263 - NGA : 7708 .

## Caractéristiques dufeu maritime
Fréquence : 6 s (W-W)
- Lumière : 1 seconde
- Obscurité : 1 seconde
- Lumière : 1 seconde
- Obscurité : 3 secondes

|                                       |
| Localisation Isola Torre della Scuola |

|                    |
| Torre della Scuola |

### Lien connexe
- Liste des phares de l'Italie